# Olympische Winterspiele 1948/Teilnehmer (Türkei)
| Gelbes Symbol für Goldmedaillen mit stilisierten Olympischen Ringen | Graues Symbol für Silbermedaillen mit stilisierten Olympischen Ringen | Braundes Symbol für Bronzemedaillen mit stilisierten Olympischen Ringen |
| ------------------------------------------------------------------- | --------------------------------------------------------------------- | ----------------------------------------------------------------------- |
| —                                                                   | —                                                                     | —                                                                       |

Die Türkei nahm an den V. Olympischen Winterspielen 1948 in St. Moritz mit einer Delegation von 4 Athleten teil.
| Ski Alpin | Dursun Bozkurt    | Abfahrt     | 94  |  |
| Ski Alpin | Dursun Bozkurt    | Kombination | dnf |  |
| Ski Alpin | Dursun Bozkurt    | Slalom      | 62  |  |
| Ski Alpin | Muzaffer Demirhan | Abfahrt     | dq  |  |
| Ski Alpin | Muzaffer Demirhan | Slalom      | 64  |  |
| Ski Alpin | Osmar Juece       | Abfahrt     | 97  |  |
| Ski Alpin | Osmar Juece       | Kombination | dnf |  |
| Ski Alpin | Osmar Juece       | Slalom      | 60  |  |
| Ski Alpin | Rasit Tolun       | Abfahrt     | 87  |  |
| Ski Alpin | Rasit Tolun       | Slalom      | 58  |  |